# Poggio Moiano
Poggio Moiano (Puggimiànu in dialetto sabino) è un comune italiano di 2 757 abitanti della provincia di Rieti nel Lazio.

## Geografia fisica

### Territorio
Poggio Moiano sorge a 520 metri di altezza sul livello del mare, sulle propaggini settentrionali dei monti Lucretili.

### Clima
Classificazione climatica: zona E, 2311 GR/G

## Storia
Le notizie sulle origini di Poggio Moiano sono frammentarie, tuttavia si pensa che fosse un insediamento di boscaioli arrivati nella zona tra l'VII secolo e l'anno Mille. La prima volta che Poggio Moiano appare su documenti è il 1083, l'anno successivo viene confermato come feudo da Enrico IV. In una bolla datata 1262, papa Urbano IV il feudo viene denominato castrum e attribuito all'Abbazia di Farfa. Giovanni Battista Savelli, durante il XV secolo, se ne impossessò e rimase nelle mani della famiglia fino al 1462, anno in cui Papa Pio II confiscò a Giacomo Savelli i possedimenti per essersi schierato dalla parte degli Angioini nella guerra con gli Aragonesi per il Regno di Napoli, Poggio Moiano passò poi nelle mani degli Orsini per poi tornare nella famiglia Savelli, quindi dei Borghese ed infine dei Torlonia. A partire dal 1861 dallo Stato Pontificio venne aggregato alla provincia dell'Umbria del Regno d'Italia per poi essere inserita nella provincia di Rieti a partire dal 1927.

## Monumenti e luoghi d'interesse

### Aree naturali

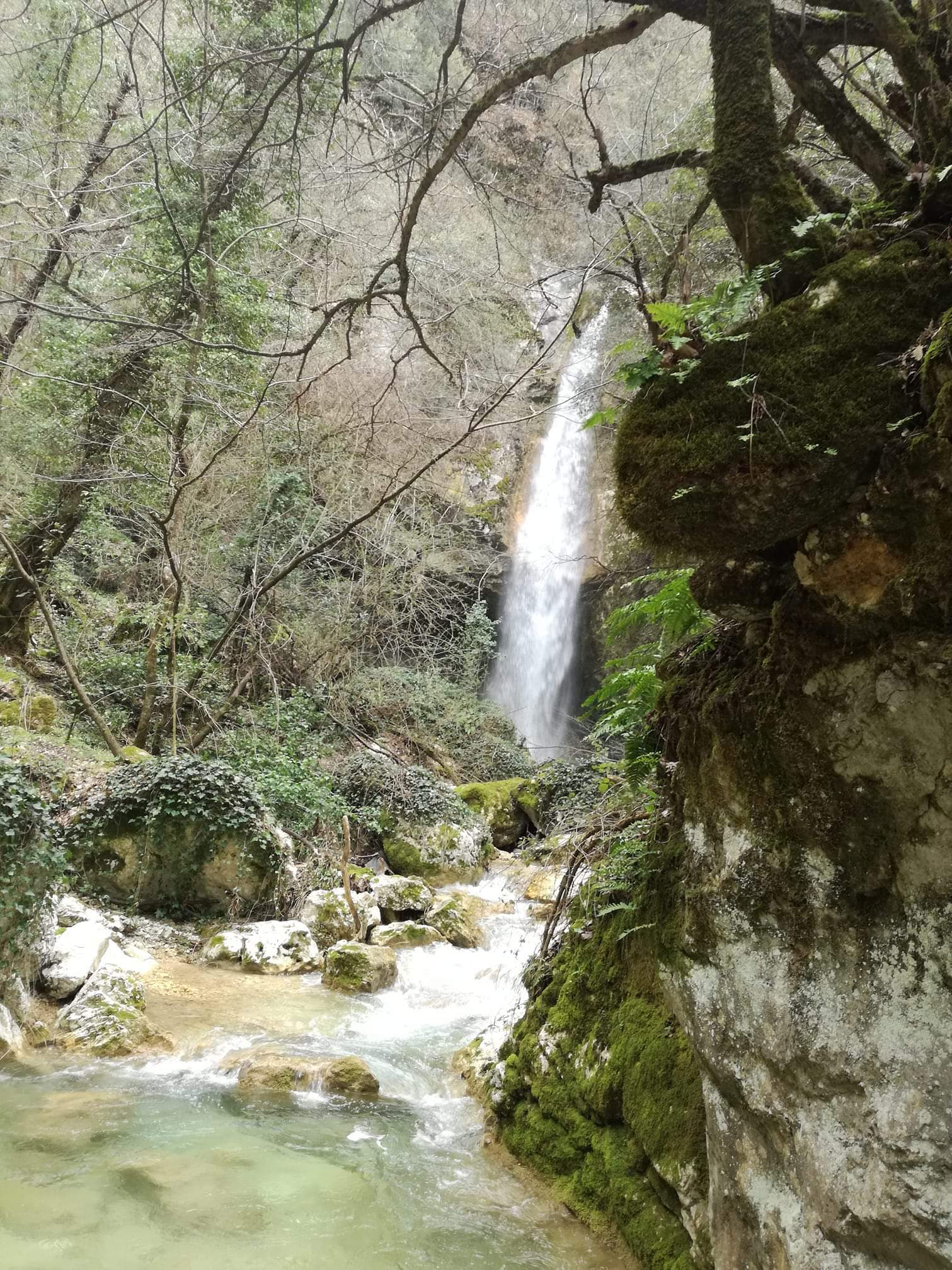
Cascata naturale

- Parco regionale naturale dei Monti Lucretili
- Cascata del Fosso della Mola (Rio Romeano)
- Monte Pennino (1045 m s.l.m.) da cui è possibile ammirare tutto il territorio del Comune e gran parte di quello della Bassa Sabina

## Società

### Evoluzione demografica
Abitanti censiti

## Cultura

### Banda musicale Don Antonio Santini
Nell'aprile del 1973 Don Antonio Santini decide di istituire un corso musicale, affidando al Maestro Vittorio Lopa l'incarico di costituire il Gruppo Folkloristico di Poggio Moiano, ad oggi Banda Musicale Don Antonio Santini, e l'esordio avvenne il 17 gennaio 1974. Negli anni '80, sotto la direzione del Maestro Giuseppe Li Puma, la banda raggiunge la massima popolarità. Ad oggi continua l'attività, partecipando a tutte le feste religiose e civili del paese.

## Economia

### Artigianato
Tra le attività economiche più tradizionali, diffuse e rinomate vi sono quelle artigianali, come l'arte della ceramica e della terracotta.

## Infrastrutture e trasporti

### Strade
Poggio Moiano si trova lungo la Strada statale 314 Licinese, che lo collega da un lato a Osteria Nuova e alla Salaria, dall'altro a Pozzaglia, Orvinio e Vicovaro. Inoltre la strada provinciale n. 66 "Intervalliva" collega Poggio Moiano al Lago del Turano e a Castel di Tora.
La Strada statale 4 Via Salaria è l'arteria di collegamento di maggiore importanza, che collega il comune a Roma e al capoluogo Rieti.

## Amministrazione
Nel 1923 passa dalla provincia di Perugia in Umbria, alla provincia di Roma nel Lazio, e nel 1927, a seguito del riordino delle circoscrizioni provinciali stabilito dal regio decreto n. 1 del 2 gennaio 1927 quando venne istituita la provincia di Rieti, Poggio Moiano passa a quella di Rieti.
| Periodo | Periodo | Primo cittadino | Partito      | Carica  | Note |
| ------- | ------- | --------------- | ------------ | ------- | ---- |
| 2024    | ?       | Mateo Massimi   |              | Sindaco |      |
| 1995    | 1999    | Fabio Melilli   |              | Sindaco |      |
| 1999    | 2004    | Fabio Melilli   |              | Sindaco |      |
| 2004    | 2009    | Sante Desideri  | lista civica | Sindaco |      |
| 2009    | 2014    | Sante Desideri  | lista civica | Sindaco |      |
| 2014    | 2019    | Sandro Grossi   | lista civica | Sindaco |      |
| 2019    | 2024    | Sandro Grossi   | lista civica | Sindaco |      |

### Gemellaggi

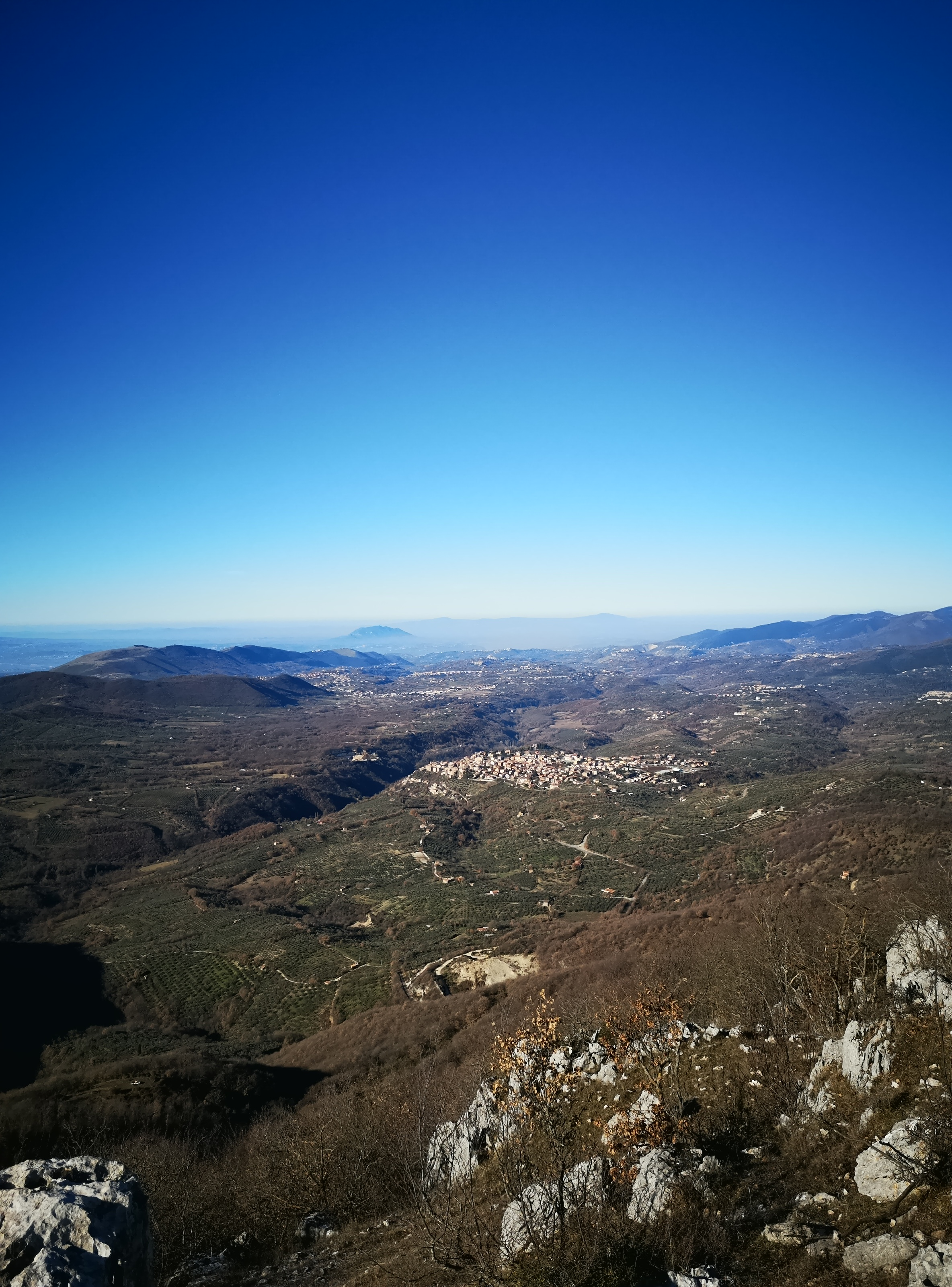
Panorama con vista da Monte Pennino

- Montferrand-le-Château

### Altre informazioni amministrative
- Fa parte della XX Comunità Montana dei Monti Sabini
- Fa parte dell'Unione dei Comuni "Alta Sabina"
- Fa pare dell'Associazione nazionale città dell'olio.